# Incidente ferroviario di San Severo
L'incidente ferroviario di San Severo si verificò nel comune in provincia di Foggia il 3 aprile 1989 alle ore 16:12.

## Dinamica
Il 3 aprile 1989 il regionale 12472, composto di 8 carrozze a due piani di tipo Casaralta e guidato dalla locomotiva E646 115, partì dalla stazione di Bari Centrale alle 14:11 diretto, come fermata di capolinea, alla stazione di San Severo.
In fase di avvicinamento alla stazione di San Severo, dopo aver affrontato la curva che immette alla stazione i treni provenienti da sud, alcune vetture del convoglio deragliarono investendo il fabbricato presente al primo binario della stazione che ospitava il bar, la biglietteria, l'edicola, la sala d'attesa e l'ufficio del personale.
L'incidente provocò 8 morti (anche se in una fase iniziale si parlò di nove vittime), tra cui i macchinisti del treno.

## Cause dell'incidente
L'incidente venne ascritto sin dalle fasi immediatamente successive all'eccessiva velocità di ingresso del convoglio in stazione, notata anche da chi era presente in stazione al momento dell'incidente.
(Michele Vasciarelli, ex dipendente delle Ferrovie del Gargano)

## Interrogazione parlamentare
Il deputato Severino Cannelonga presentò al Ministro dei trasporti Carlo Bernini un'interrogazione parlamentare in seguito alle testimonianze di alcuni macchinisti dei depositi di Foggia e di Pescara in merito alle cattive condizioni della tratta San Severo-Termoli, con particolare riferimento alla situazione degli scambi di ingresso e di uscita dalle varie stazioni. Nella risposta scritta il ministro affermò che l'Ente ferrovie dello Stato "ha escluso ogni possibile collegamento fra l'incidente stesso e quanto era stato fatto presente dal suddetto gruppo di macchinisti".

## Vittime
- Nicola Carafa, di San Severo, capo gestione ferroviario
- Ciro Vasciarelli, di San Severo, assistente di stazione
- Giovanni D'Anello, di Sannicandro Garganico, manovratore ferroviario
- Antonio Ognissanti, di San Severo, capostazione
- Claudio Padalino, di Foggia, macchinista
- Domenico Iannitti, di Apricena, macchinista
- Michele Capotosto, di San Severo, impiegato FIAT
- Luciano Accettulli, di San Severo, imprenditore edile

## Commemorazioni
Il 3 aprile 2016, in occasione del ventisettesimo anniversario dall'incidente, il sindaco di San Severo Francesco Miglio comunicò l'istituzionalizzazione della data del 3 aprile in ricordo delle vittime dell'incidente.